# 1248 هـ
1248 هـ هي سنة في التقويم الهجري امتدت مقابلةً في التقويم الميلادي بين سنتي 1832 و1833.

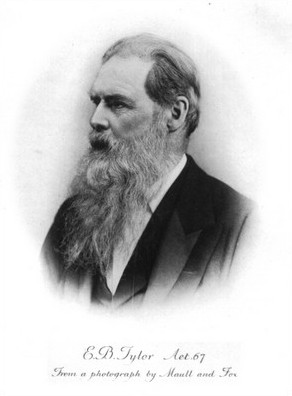
إدوارد بيرنت تايلور

## أحداث
- الأمام تركي بن عبد الله يغادر الرياض في ذو الحجة إلى مكة المكرمة للحج وزار المدينة المنورة ثم في محرم من عام وفاته عاد إلى الرياض.
- حصار الزبير الذي استمر لسبعة أشهر بقيادة عيسى السعدون، وانتهى بدخوله المدينة.

## مواليد
- عبد القادر بن علي مشاط
- سليم البشري
- محمد صديق خان
- الأمير محمد بن فيصل بن تركي ولد قبل وفاة جده بعام واحد فقط.
- إدوارد بيرنت تايلور
- باجه جي زاده
- حسن بن جعفر الآشتياني
- حسن حسني الأعرج
- عبد القادر بن علي المشاط
- محمد بن حسن بن عمر الشطي
- محمد تقي المامقاني
- محمد قاسم النانوتوي
- إبراهيم الطباطبائي

## وفيات
- أدريان ماري ليجاندر
- إسماعيل التميمي